# Terah
Terah (în ebraică: תֶּרַח / תָּרַח, Modern Terah / Tarah Tiberian Terah / Tarah, "Ibex, capra sălbatică", sau "Hoinar") este o figură biblică din Cartea Genezei, fiul lui Nahor, fiul lui Serug și Tatăl Patriarhul Avraam, dar și al lui Nahor și Haran. Terah este menționat în Biblia ebraică și în Noul Testament.